# Matías Galarza
Matías Galarza Fonda (Assunção, 11 de fevereiro de 2002), mais conhecido como Galarza, é um futebolista paraguaio que atua como meio-campista. Atualmente defende o River Plate.

## Carreira

### Categorias de base
Nascido em Assunção, Galarza foi relacionado em jogos da equipe profissional do Olimpia, de sua cidade natal. Ele disputou os Sul-Americanos Sub-15 e Sub-17, de 2017 e 2019, respectivamente, pela seleção do seu país.
Em 19 de junho de 2020, ele foi anunciado como contratação do clube brasileiro Vasco da Gama para integrar a equipe sub-20 do Cruz-Maltino. O meio-campista pertencente ao Olimpia foi emprestado ao clube brasileiro até 31 de janeiro de 2022, com o valor fixado para a sua compra.

### Vasco da Gama
Depois de impressionar no sub-20, Galarza fez sua estreia profissional em 3 de março de 2021, na derrota em casa por 0–1 em jogo válido pelo Campeonato Carioca contra a Portuguesa-RJ; aos 19 anos, tornou-se o atleta estrangeiro mais jovem a atuar pelo Vasco da Gama no século XXI. Ele marcou seu primeiro gol como profissional em 24 de março, marcando o terceiro de seu time na vitória em casa por 3–1 sobre o Macaé.
Em 20 de maio de 2021, Galarza assinou contrato permanente com o Vasco até o final de 2025, depois que o clube comprou 60% de seus direitos econômicos por 500 mil dólares (R$ 2,6 milhões de reais).

### Coritiba
Em 4 de abril de 2022, o jogador foi contratado por empréstimo até novembro de 2022 pelo Coritiba para a disputa da Série A do Campeonato Brasileiro. Aos 20 anos ele foi convocado pela seleção principal do Paraguai pela primeira vez para a disputa das Eliminatórias para a Copa do Mundo de 2022. O paraguaio atuou em 11 jogos pelo Coritiba. Não marcou gols nem deu assistências.

### Retorno ao Vasco
Retornou ao Cruzmaltino para a temporada 2023, e logo em sua segunda partida marcou o primeiro gol do Vasco na temporada, no confronto contra o Audax Rio no Estádio Luso-Brasileiro, válido pelo Campeonato Carioca.

### Talleres
Após ser pouco aproveitado sob o comando do técnico Ramón Díaz, o jogador foi novamente emprestado, dessa vez para o Talleres da Argentina, com contrato válido até o final de 2024 e opção de compra.
Em abril de 2024, o Talleres acertou a compra, em definitivo, de Galarza, da Argentina. O jogador paraguaio estava emprestado ao clube desde agosto de 2023.

### River Plate
Em 24 de julho de 2025, Galarza foi anunciado como reforço do River Plate. O paraguaio assinou com o clube argentino um contrato válido até dezembro de 2028.

## Estatísticas
- Atualizado até 14 de janeiro de 2023.[13][14]

| Clube             | Ano               | Liga              | Liga | Liga | Estadual | Estadual | Copa | Copa | Continental | Continental | Outras | Outras | Total | Total |
| Clube             | Ano               | Divisão           | J    | G    | J        | G        | J    | G    | J           | G           | J      | G      | J     | G     |
| ----------------- | ----------------- | ----------------- | ---- | ---- | -------- | -------- | ---- | ---- | ----------- | ----------- | ------ | ------ | ----- | ----- |
| Vasco da Gama-RJ  | 2021              | Série B           | 21   | 1    | 11       | 2        | 4    | 0    | —           | —           | —      | —      | 36    | 3     |
| Vasco da Gama-RJ  | 2022              | Série B           | 0    | 0    | 5        | 0        | 0    | 0    | —           | —           | —      | —      | 5     | 0     |
| Vasco da Gama-RJ  | Total             | Total             | 21   | 1    | 16       | 2        | 4    | 0    | —           | —           | —      | —      | 41    | 3     |
| Coritiba-PR       | 2022              | Série A           | 11   | 0    | —        | —        | 0    | 0    | —           | —           | —      | —      | 11    | 0     |
| Vasco da Gama-RJ  | 2023              | —                 | —    | —    | 1        | 0        | —    | —    | —           | —           | —      | —      | 1     | 0     |
| Total na carreira | Total na carreira | Total na carreira | 32   | 1    | 17       | 2        | 4    | 0    | 0           | 0           | 0      | 0      | 53    | 3     |

| Seleção         | Ano  | Mundial | Mundial | Sul-Americano | Sul-Americano | Eliminatórias | Eliminatórias | Amistosos | Amistosos | Outras | Outras | Total | Total |
| Seleção         | Ano  | J       | G       | J             | G             | J             | G             | J         | G         | J      | G      | J     | G     |
| --------------- | ---- | ------- | ------- | ------------- | ------------- | ------------- | ------------- | --------- | --------- | ------ | ------ | ----- | ----- |
| Paraguai        | 2022 | —       | —       | —             | —             | 0             | 0             | 3         | 0         | —      | —      | 3     | 0     |
| Paraguai Sub-23 |      | —       | —       | —             | —             | —             | —             | —         | —         | —      | —      | —     | —     |
| Paraguai Sub-20 |      | —       | —       | —             | —             | —             | —             | —         | —         | —      | —      | —     | —     |
| Paraguai Sub-17 | 2019 | —       | —       | 3             | 0             | —             | —             | —         | —         | —      | —      | 3     | 0     |
| Paraguai Sub-15 |      | —       | —       | —             | —             | —             | —             | —         | —         | —      | —      | —     | —     |

## Conquistas
Vasco da Gama
- Taça Rio: 2021

Talleres
- Supercopa Internacional: 2023